# Jean Kasusula
Jean Kiritsho Kasusula (* 5. srpna 1982, Kisangani, Zaire, dnešní DR Kongo) je fotbalový obránce z Demokratické republiky Kongo, působí v klubu TP Mazembe.

## Klubová kariéra
Kasusula začínal na seniorské úrovni s fotbalem ve své vlasti v klubu TP Mazembe. S klubem vyhrál v letech 2009 a 2010 Ligu mistrů CAF, díky čemuž se mohl představit na Mistrovství světa ve fotbale klubů v obou letech.
S TP Mazembe se zúčastnil Mistrovství světa ve fotbale klubů 2009 ve Spojených arabských emirátech. Hrál i na Mistrovství světa ve fotbale klubů 2010 (opět ve Spojených arabských emirátech), kde se s týmem dostal až do finále proti Interu Milán, tam přišla porážka 0:3.

## Reprezentační kariéra
V A-mužstvu DR Kongo debutoval v roce 2011.
Zúčastnil se Afrického poháru národů 2013 v Jihoafrické republice a Afrického poháru národů 2015 v Rovníkové Guineji. Na APN 2015 získal s týmem bronzovou medaili.